# Refroidissement d'atomes par laser
 (août 2023).
La forme ressemble trop à un extrait de cours et nécessite une réécriture afin de correspondre aux standards de Wikipédia.

Schéma de refroidissement d'atomes par laser, refroidissement Doppler

Le refroidissement d'atomes par laser est une méthode qui permet de refroidir un gaz atomique, jusqu'à des températures de l'ordre du mK (refroidissement Doppler), voire de l'ordre du microkelvin (refroidissement Sisyphe) ou encore du nanokelvin.
Les gaz ultra-froids ainsi obtenus forment une assemblée d'atomes cohérents, permettant d'accomplir de nombreuses expériences qui n'étaient jusque-là que des expériences de pensée, comme des interférences d'ondes de matière. La lenteur des atomes ultra-froids permet en outre de construire des horloges atomiques de précision inégalée.
Relayé par une phase de refroidissement par évaporation, on atteint même le régime de dégénérescence quantique : les gaz de bosons forment un condensat de Bose-Einstein, les fermions un gaz de Fermi dégénéré. Cette technique a valu le prix Nobel de physique 1997 à Claude Cohen-Tannoudji, Steven Chu et William D. Phillips.

## Refroidissement

### Principe
La température d’une assemblée d’atomes correspond à l’agitation, dite thermique, qui y règne : elle est liée aux vitesses microscopiques que conservent les atomes, malgré l’immobilité apparente de l’assemblée à l’échelle macroscopique. Selon le modèle des gaz parfaits, une description de la répartition des vitesses des atomes par la statistique de Maxwell-Boltzmann permet d’obtenir le résultat suivant :
où {\displaystyle v_{q}} est la vitesse quadratique des atomes de l’assemblée et {\displaystyle k_{b}} la constante de Boltzmann.

Atteindre des températures proches du zéro absolu (0 K) consiste donc à faire tendre vers zéro les vitesses des atomes. Il suffit en conséquence d’exercer sur chaque atome de l’assemblée une force proportionnelle à sa vitesse {\displaystyle {\vec {v}}}, opposée à elle, de la forme : 
En effet, en négligeant l’action de la pesanteur, il s’ensuit d’après l’équation de la dynamique :
soit :
Remarque : a priori, selon la relation dynamique ci-dessus, il n’y a pas de limite à la diminution de la vitesse des atomes, donc de la température. Il existe en réalité un autre terme constant dans la relation régissant l’évolution de la vitesse quadratique et donc de la température, qui entraîne l’existence d’un seuil des températures accessibles.

### Interaction d’un atome avec un rayonnement incident résonnant
On considère un atome dans un faisceau laser incident résonnant : sa fréquence {\displaystyle \nu _{0}} peut permettre une transition atomique entre deux niveaux d'énergie {\displaystyle E_{a}} et {\displaystyle E_{b}}, soit 
 Les phénomènes d'absorption et d'émission spontanée peuvent donner naissance à une force qui pousse l'atome dans le sens de propagation de l'onde, et permet donc de le manipuler.

#### Vitesse de recul
Les photons sont chacun dotés d'une quantité de mouvement valant {\displaystyle {\frac {h\nu }{c}}}, avec {\displaystyle h} la constante de Planck, {\displaystyle \nu } la fréquence du photon et {\displaystyle c} la célérité.

Lors du choc avec un atome, celui-ci recule dans le sens de propagation de l'onde incidente. La conservation de la quantité de mouvement donne 

L'atome se désexcite ensuite par émission spontanée. Il recule à nouveau, avec 
 mais cette fois dans une direction aléatoire.

Pour mesurer l'importance de ce phénomène, on introduit une vitesse caractéristique, dite vitesse de recul. Elle représente la vitesse qu'acquiert un atome initialement au repos par absorption ou émission d'un photon, soit 
Par exemple pour l'atome de rubidium, couramment utilisé lors de la manipulation d'atomes froids, on a {\displaystyle m=1.45\times 10^{-25}kg} et {\displaystyle \lambda =0.78\mu m}, soit
Or à température ambiante, l'agitation thermique confère aux molécules d'un gaz une vitesse de l'ordre de 300 m s−1. L'action d'une absorption perturbe donc peu le mouvement d'un atome. Seule l'utilisation de lumière laser résonante permet de cumuler l'effet d'un cycle de fluorescence (absorption/émission spontanée) et d'utiliser efficacement ce phénomène pour agir sur un atome.

#### Pression de rayonnement
Lorsqu'on soumet un atome à un rayonnement laser incident résonant, l'atome absorbe un photon, donc recule dans le sens de propagation de l'onde. Puis il se désexcite, reculant encore de {\displaystyle V_{R}}, mais dans une direction aléatoire. L'atome étant toujours soumis au rayonnement incident, il va ainsi sans cesse absorber puis émettre des photons.
Pour l'isotope 87 du rubidium, comme la durée de vie d'un état excité est de l'ordre de 10−8 s, un atome restant à la résonance effectue en moyenne 108 cycles en une seconde. Dans une première approche, seule l'action de l'absorption intervient, puisqu'elle s'effectue toujours dans le même sens tandis que l'effet de l'émission spontanée est en moyenne nul. On peut alors évaluer l'accélération de l'atome. La variation de sa vitesse en une seconde vaut 108, le nombre d'absorptions en une seconde, multiplié par la variation de sa vitesse lors d'une absorption, environ 10−2 m s−1. Finalement, l'atome subit donc une accélération de l'ordre de 106 m s−2.
Ceci permet d'arrêter des atomes ayant une vitesse initiale de quelques centaines de mètres par seconde en quelques millisecondes, sur quelques mètres, et rend les manipulations d'atomes lents en laboratoire possibles.
Par exemple, un atome de rubidium passe d'une vitesse initiale de 300 m s−1 à environ 10 m s−1 en absorbant 50 000 photons. Comme la durée de vie du niveau excité utilisé est petite, 27 ns, ceci prend 3 ms, et l'atome est arrêté sur 1 mètre.
La force qui résulte du cumul de tous ces cycles de fluorescence successifs est appelée action de pression résonante.

### Refroidissement Doppler
Des lasers de pulsation {\displaystyle \omega _{L}} sont utilisés en laboratoire pour permettre le refroidissement Doppler. Comme l'atome est en mouvement, se déplaçant à la vitesse {\displaystyle {\vec {v}}} (négligeable devant c) par rapport au laboratoire, l'onde lui apparaît avec une fréquence légèrement différente, {\displaystyle \omega =\omega _{L}-{\vec {k}}.{\vec {v}}} (plus grande s'il se rapproche du laser, plus petite s'il s'en éloigne).
Deux lasers face-à-face, contre-propageants, sont accordés sur une même fréquence {\displaystyle \omega _{L}} plus petite que la fréquence de résonance {\displaystyle \omega _{0}}, et dirigés sur un atome entre les deux. Si l'atome est immobile, la situation est symétrique, la force de pression est nulle. Imaginons que l'atome se déplace vers la droite. Le laser de droite lui apparaîtra comme ayant une fréquence {\displaystyle \omega =\omega _{L}+kv}, donc plus proche de la résonance que {\displaystyle \omega _{L}}. D'autre part, le laser de gauche semblera avoir une pulsation {\displaystyle \omega =\omega _{L}-kv}, plus éloignée de la résonance. L'atome va donc absorber beaucoup plus de photons venant de la droite que de la gauche, et sera donc globalement repoussé vers la gauche et freiné.
Il suffit ensuite d'installer 6 faisceaux, accordés deux par deux comme dit précédemment, suivant les trois directions de l'espace pour faire une mélasse optique dans laquelle un atome subit une force de frottement fluide {\displaystyle {\vec {f}}=-\alpha {\vec {v}}}.

## Piégeage
Pour obtenir de meilleurs résultats expérimentaux, il est nécessaire de concentrer l’assemblée d’atomes dans un volume restreint : c’est le piégeage. Le piégeage consiste à exercer une force de rappel sur les atomes, de la forme (où {\displaystyle {\vec {r}}} est le vecteur position de l’atome) : {\displaystyle {\vec {f}}'=-K{\vec {r}}}.

## Applications
- Horloge atomique
- Interférométrie atomique
- Condensat de Bose-Einstein
- Physique expérimentale
- Physique quantique